# Антімах II
Антімах II Нікефор (Переможний) (грец. Ἀντίμαχος Β΄ ὁ Νικηφόρος; *д/н — †бл. 155 до н. е.) — 2-й Індо-грецький цар у 160 до н. е.—155 до н. е.

## Життєпис
Походив з династії Євтідемідів. Стосовно його батьків є різні версії: за одними був сином Аполлодота I, індо-грецького царя, або Антімаха I, греко-бактрійського царя. Втім більшість вчених більш правдоподібним вважають його батьком останнього.
Напевне, після смерті батька приблизно 160 року до н. е. став правителем у південній Арахозії та, можливо, в Дрангіані. В результаті поразок Аполлодота I від Деметрія II вирішив втрутитися в боротьбу за Індо-грецьке царство, або Антімаха II посунуто з його земель військами Євкратида I.
Зрештою приблизно 160 року до н. е. здолав Аполлодота I, захопивши південні землі Індо-грецького царства, десь в гирлі річки Інд (в часному сінді), а також, напевне, в західній частині Гуджарату. Але до 155 року до н. е. вимушений був боротися з Деметрієм II. Близько 155 року до н. е. зазнав остаточної поразки від Менандра I.
Перебіг війн за владу над Гандхарою та Сіндом невідомий. Є версія, що Антімах II зумів заволодіти більшою частиною Індо-Греції. Відомий карбуванням двомовних монет з зображенням Ніки. Саме прізвисько цього царя, ймовірно, свідчить про успішні війни з Деметрієм II. Разом з тим достеменно знано, що Менандр I, син останнього, зумів перемогти та повалити Антімаха II.